# Empoli Football Club 1948-1949
Questa voce raccoglie le informazioni riguardanti l'Empoli Football Club nelle competizioni ufficiali della stagione 1948-1949.

## Rosa
| N. |                      | Ruolo | Calciatore          |
| -- | -------------------- | ----- | ------------------- |
|    | Italia (bandiera)    | A     | Egiziano Bertolucci |
|    | Italia (bandiera)    | P     | Loris Borgioli      |
|    | Italia (bandiera)    | C     | Raoul Bortoletto    |
|    | Argentina (bandiera) | A     | Juan Calichio       |
|    | Italia (bandiera)    | C     | Lido Catelli        |
|    | Italia (bandiera)    | D     | Ennio Cinelli       |
|    | Italia (bandiera)    | A     | Eliano Cioni        |
|    | Italia (bandiera)    | C     | Roberto Croci       |
|    | Italia (bandiera)    | A     | Vittorio Ercoli     |
|    | Italia (bandiera)    | D     | Giuseppe Fabiani    |
|    | Italia (bandiera)    | D     | Adamello Freschi    |
|    | Italia (bandiera)    | D     | Velio Freschi (II)  |

| N. |                   | Ruolo | Calciatore             |
| -- | ----------------- | ----- | ---------------------- |
|    | Italia (bandiera) | A     | Tommaso Galeotti       |
|    | Italia (bandiera) | A     | Luciano Degl'Innocenti |
|    | Italia (bandiera) | C     | Aldo Marelli           |
|    | Italia (bandiera) | A     | Amos Mariani           |
|    | Italia (bandiera) | D     | Vittorio Matteoli      |
|    | Italia (bandiera) | A     | Gian Luigi Monti       |
|    | Italia (bandiera) | A     | Mario Monti            |
|    | Italia (bandiera) | A     | Luigi Parodi           |
|    | Italia (bandiera) | P     | Livio Puccioni         |
|    | Italia (bandiera) | A     | Enrico Rovini          |
|    | Italia (bandiera) | C     | Renato Tori            |
|    | Italia (bandiera) | D     | Ottaviano Toso         |

## Risultati

### Campionato

#### Girone di andata
| 19 settembre 1948 1ª giornata | SPAL | 3 – 0 referto | Empoli |  |

| 26 settembre 1948 2ª giornata | Empoli | 0 – 0 referto | Vicenza |  |

| 3 ottobre 1948 3ª giornata | Seregno | 1 – 1 referto | Empoli |  |

| 10 ottobre 1948 4ª giornata | Empoli | 3 – 2 referto | Legnano |  |

| 17 ottobre 1948 5ª giornata | Como | 1 – 2 referto | Empoli |  |

| 24 ottobre 1948 6ª giornata | Empoli | 2 – 0 referto | Salernitana |  |

| 31 ottobre 1948 7ª giornata | Empoli | 1 – 0 referto | Siracusa |  |

| 4 novembre 1948 8ª giornata | Cremonese | 3 – 1 referto | Empoli |  |

| 7 novembre 1948 9ª giornata | Verona | 1 – 0 referto | Empoli |  |

| 14 novembre 1948 10ª giornata | Empoli | 1 – 0 referto | Spezia |  |

| 21 novembre 1948 11ª giornata | Reggiana | 0 – 1 referto | Empoli |  |

| 28 novembre 1948 12ª giornata | Empoli | 4 – 0 referto | Lecce |  |

| 5 dicembre 1948 13ª giornata | Pescara | 7 – 0 referto | Empoli |  |

| 8 dicembre 1948 14ª giornata | Arsenaltaranto | 1 – 0 referto | Empoli |  |

| 12 dicembre 1948 15ª giornata | Empoli | 1 – 1 referto | Venezia |  |

| 19 dicembre 1948 16ª giornata | Empoli | 2 – 1 referto | Napoli |  |

| 26 dicembre 1948 17ª giornata | Brescia | 1 – 0 referto | Empoli |  |

| 2 gennaio 1949 18ª giornata | Empoli | 1 – 0 referto | Alessandria |  |

| 6 gennaio 1949 19ª giornata | Empoli | 1 – 1 referto | Pisa |  |

| 9 gennaio 1949 20ª giornata | Pro Sesto | 6 – 0 referto | Empoli |  |

| 16 gennaio 1949 21ª giornata | Empoli | 2 – 1 referto | Parma |  |

#### Girone di ritorno
| 23 gennaio 1949 22ª giornata | Empoli | 1 – 0 referto | SPAL |  |

| 30 gennaio 1949 23ª giornata | Vicenza | 4 – 1 referto | Empoli |  |

| 6 febbraio 1949 24ª giornata | Empoli | 2 – 2 referto | Seregno |  |

| 13 febbraio 1949 25ª giornata | Legnano | 1 – 0 referto | Empoli |  |

| 20 febbraio 1949 26ª giornata | Empoli | 0 – 0 referto | Como |  |

| 6 marzo 1949 27ª giornata | Salernitana | 5 – 2 referto | Empoli |  |

| 13 marzo 1949 28ª giornata | Siracusa | 4 – 3 referto | Empoli |  |

| 20 marzo 1949 29ª giornata | Empoli | 2 – 0 referto | Cremonese |  |

| 3 aprile 1949 30ª giornata | Empoli | 4 – 1 referto | Verona |  |

| 10 aprile 1949 31ª giornata | Spezia | 2 – 1 referto | Empoli |  |

| 17 aprile 1949 32ª giornata | Empoli | 4 – 3 referto | Reggiana |  |

| 24 aprile 1949 33ª giornata | Lecce | 1 – 0 referto | Empoli |  |

| 1º maggio 1949 34ª giornata | Empoli | 2 – 2 referto | Pescara |  |

| 8 maggio 1949 35ª giornata | Empoli | 2 – 1 referto | Arsenaltaranto |  |

| 15 maggio 1949 36ª giornata | Venezia | 5 – 0 referto | Empoli |  |

| 29 maggio 1949 37ª giornata | Napoli | 2 – 0 referto | Empoli |  |

| 5 giugno 1949 38ª giornata | Empoli | 3 – 3 referto | Brescia |  |

| 12 giugno 1949 39ª giornata | Alessandria | 5 – 3 referto | Empoli |  |

| 19 giugno 1949 40ª giornata | Pisa | 2 – 0 referto | Empoli |  |

| 26 giugno 1949 41ª giornata | Empoli | 0 – 2 referto | Pro Sesto |  |

| 3 luglio 1949 42ª giornata | Parma | 1 – 0 referto | Empoli |  |

## Statistiche

### Statistiche di squadra
| Competizione | Punti | In casa | In casa | In casa | In casa | In casa | In casa | In trasferta | In trasferta | In trasferta | In trasferta | In trasferta | In trasferta | Totale | Totale | Totale | Totale | Totale | Totale | DR  |
| Competizione | Punti | G       | V       | N       | P       | Gf      | Gs      | G            | V            | N            | P            | Gf           | Gs           | G      | V      | N      | P      | Gf     | Gs     | DR  |
| ------------ | ----- | ------- | ------- | ------- | ------- | ------- | ------- | ------------ | ------------ | ------------ | ------------ | ------------ | ------------ | ------ | ------ | ------ | ------ | ------ | ------ | --- |
| Serie B      | 42    | 21      | 13      | 7       | 1       | 38      | 20      | 21           | 2            | 1            | 18           | 15           | 56           | 42     | 15     | 8      | 19     | 53     | 76     | -23 |

### Statistiche dei giocatori
| Giocatore         | Serie B  | Serie B |
| Giocatore         | Presenze | Reti    |
| ----------------- | -------- | ------- |
| E. Bertolucci     | 36       | 18      |
| L. Borgioli       | 33       | -?      |
| R. Bortoletto     | 40       | 4       |
| J. Calichio       | 37       | 14      |
| L. Catelli        | 35       | 0       |
| E. Cioni          | 2        | 0       |
| R. Croci          | 18       | 0       |
| V. Ercoli         | 16       | 2       |
| G. Fabiani        | 4        | 0       |
| A. Freschi        | 36       | 1       |
| V. Freschi        | 2        | 0       |
| T. Galeotti       | 19       | 5       |
| L. Degl'Innocenti | 20       | 0       |
| A. Marelli        | 27       | 0       |
| A. Mariani        | 20       | 1       |
| V. Matteoli       | 2        | 0       |
| G. Monti          | 10       | 1       |
| M. Monti          | 1        | 0       |
| L. Parodi         | 34       | 2       |
| L. Puccioni       | 9        | -?      |
| E. Rovini         | 32       | 1       |
| R. Tori           | 13       | 0       |
| O. Toso           | 16       | 0       |